# Trecento-madrigal
Trecento-madrigal, eller madrigal, är en florentinsk musikform från cirka 1300–1370. Den kännetecknades av två (ibland tre) stämmor.